# Animăluțele Littlest Pet Shop
Animăluțele Littlest Pet Shop este un serial animat dezvoltat de Julie McNally-Cahill și Tim Cahill pentru Discovery Family (cunoscut anterior ca The Hub și Hub Network). Este coprodus de DHX Media/Vancouver și Hasbro Studios. Serialul are ca personaje figurinele de colecție (jucării) comercializate de Hasbro.
A fost nominalizat la un premiu Daytime Emmy pentru cel mai bun cântec original într-un program animat dedicat copiilor și a câștigat un Premiu Leo pentru cea mai bună coloană sonoră.
În România, serialul a fost difuzat pe canalul de desene animate Minimax. Sezonul 4 era gata să difuzeze pe Minimax, dar în final nu a fost difuzat.

## Recenzii
Littlest Pet Shop a devenit unul din cele mai urmărite programe de pe Hub Network în 2013. 
Emily Ashby de la Common Sense Media a apreciat-o pe Blythe, considerând-o un model de „integritate, încredere în sine, loialitate și creativite”, dar a criticat plasamentul de produse.

## Legături externe
- Littlest Pet Shop la Hasbro Studios
- Animăluțele Littlest Pet Shop la Internet Movie Database
- Littlest Pet Shop la Pop
- Littlest Pet Shop Arhivat în 6 noiembrie 2016, la Wayback Machine. la YTV